# Перегрузка сети
Перегрузка сети в компьютерных сетях и теории очередей — это снижение качества обслуживания, которое возникает, когда сетевой узел или линия связи переносит больше данных, чем может обрабатывать. Типичные эффекты включают задержку в очереди, потерю пакетов или блокировку новых соединений. Последствием перегрузки является то, что постепенное увеличение предлагаемой нагрузки приводит либо к небольшому увеличению, либо даже к снижению пропускной способности сети.
Сетевые протоколы, которые используют агрессивную ретрансляцию для компенсации потери пакетов из-за перегрузки, могут увеличить перегрузку даже после того, как начальная нагрузка была уменьшена до уровня, который обычно не вызывал перегрузки сети. Такие сети демонстрируют два стабильных состояния при одинаковом уровне нагрузки. Стабильное состояние с низкой пропускной способностью известно как коллапс перегрузки (congestive collapse).
Сети используют методы отслеживания перегрузок (congestion control) и предотвращения перегрузок (congestion avoidance), чтобы избежать коллапса. К этим техникам относятся: экспоненциальная выдержка в таких протоколах как CSMA/CA в 802.11 аналогичном CSMA/CD в оригинальном Ethernet, сокращение окна в TCP и справедливая очередь в таких устройствах, как маршрутизаторы и сетевые коммутаторы. Другие техники, связанные с перегрузкой, включают схемы приоритетов, которые передают некоторые пакеты с более высоким приоритетом чем другие и явное выделение сетевых ресурсов на конкретные потоки посредством использования управления допуском (admission control).